# Ruby (Kaiser Chiefs)
"Ruby" is een nummer van de Britse rockband Kaiser Chiefs. Het is de eerste single van het tweede album van de band, Yours Truly, Angry Mob. De single was vanaf 5 februari 2007 verkrijgbaar in de platenzaken, maar al downloadbaar op 12 februari. Het nummer werd uitgegeven voor radiozenders op 8 januari dat jaar.

## Achtergrond
De single werd een hit in Europa, de VS, Canada en Nieuw-Zeeland. In Tsjechië en de Eurochart Hot 100 werd zelfs de nummer 1-positie bereikt. In de VS werd de 7e positie in de 'Billboard Adult Alternative Songs" behaald, in Canada de 79e, Duitsland de 11e, Turkije de 18e, Ierland de 5e en in thuisland het Verenigd Koninkrijk de nummer 1-positie in de UK Singles Chart.
In Nederland was de single in week 5 van 2007 de 706e Megahit op 3FM en werd een hit. De single bereikte de 6e positie in de publieke hitlijst; de Mega Top 50 op 3FM, de 7e positie in de Nederlandse Top 40 op Radio 538 en de 7e positie in de Single Top 100.
In België bereikte de single de 5e positie in de Vlaamse Ultratop 50, de 10e positie in de Vlaamse Radio 2 Top 30 en de 28e positie in Wallonië.
Sinds de editie van december 2009 t/m de editie van december 2019 stond de single genoteerd in de jaarlijkse NPO Radio 2 Top 2000 van de Nederlandse publieke radiozender NPO Radio 2, met als hoogste notering een 1039e positie in 2009.

## Nummers
Alle muziek en teksten zijn geschreven door Kaiser Chiefs. 
| Nr. | Titel                                                                          | Duur |
| --- | ------------------------------------------------------------------------------ | ---- |
| 1.  | Ruby                                                                           |      |
| 2.  | Admire You (Tevens uitgegeven op de Japanse editie van Yours Truly, Angry Mob) |      |

| Nr. | Titel                                                                                  | Duur |
| --- | -------------------------------------------------------------------------------------- | ---- |
| 1.  | Ruby                                                                                   |      |
| 2.  | From the Neck Down (Tevens uitgegeven op de Japanse editie van Yours Truly, Angry Mob) |      |

| Nr. | Titel                             | Duur |
| --- | --------------------------------- | ---- |
| 1.  | Ruby                              |      |
| 2.  | Ruby (Live in Kesselhaus Berlijn) |      |

| Nr. | Titel                                 | Duur |
| --- | ------------------------------------- | ---- |
| 1.  | Everything Is Average Nowadays (Live) |      |
| 2.  | Admire You                            |      |
| 3.  | Ruby (Video)                          |      |

## Hitnoteringen

### Nederlandse Top 40
| "Ruby" in de Nederlandse Top 40 - binnen: 17-02-2007 | "Ruby" in de Nederlandse Top 40 - binnen: 17-02-2007 | "Ruby" in de Nederlandse Top 40 - binnen: 17-02-2007 | "Ruby" in de Nederlandse Top 40 - binnen: 17-02-2007 | "Ruby" in de Nederlandse Top 40 - binnen: 17-02-2007 | "Ruby" in de Nederlandse Top 40 - binnen: 17-02-2007 | "Ruby" in de Nederlandse Top 40 - binnen: 17-02-2007 | "Ruby" in de Nederlandse Top 40 - binnen: 17-02-2007 | "Ruby" in de Nederlandse Top 40 - binnen: 17-02-2007 | "Ruby" in de Nederlandse Top 40 - binnen: 17-02-2007 | "Ruby" in de Nederlandse Top 40 - binnen: 17-02-2007 | "Ruby" in de Nederlandse Top 40 - binnen: 17-02-2007 | "Ruby" in de Nederlandse Top 40 - binnen: 17-02-2007 | "Ruby" in de Nederlandse Top 40 - binnen: 17-02-2007 | "Ruby" in de Nederlandse Top 40 - binnen: 17-02-2007 | "Ruby" in de Nederlandse Top 40 - binnen: 17-02-2007 | "Ruby" in de Nederlandse Top 40 - binnen: 17-02-2007 | "Ruby" in de Nederlandse Top 40 - binnen: 17-02-2007 | "Ruby" in de Nederlandse Top 40 - binnen: 17-02-2007 |
| Week:                                                | 1                                                    | 2                                                    | 3                                                    | 4                                                    | 5                                                    | 6                                                    | 7                                                    | 8                                                    | 9                                                    | 10                                                   | 11                                                   | 12                                                   | 13                                                   | 14                                                   | 15                                                   | 16                                                   | 17                                                   |                                                      |
| ---------------------------------------------------- | ---------------------------------------------------- | ---------------------------------------------------- | ---------------------------------------------------- | ---------------------------------------------------- | ---------------------------------------------------- | ---------------------------------------------------- | ---------------------------------------------------- | ---------------------------------------------------- | ---------------------------------------------------- | ---------------------------------------------------- | ---------------------------------------------------- | ---------------------------------------------------- | ---------------------------------------------------- | ---------------------------------------------------- | ---------------------------------------------------- | ---------------------------------------------------- | ---------------------------------------------------- | ---------------------------------------------------- |
| Positie:                                             | 32                                                   | 31                                                   | 18                                                   | 12                                                   | 11                                                   | 7                                                    | 9                                                    | 11                                                   | 12                                                   | 14                                                   | 14                                                   | 19                                                   | 23                                                   | 25                                                   | 27                                                   | 39                                                   | 40                                                   | uit                                                  |

### Single Top 100
| "Ruby" in de Single Top 100 - binnen: 17-02-2007 | "Ruby" in de Single Top 100 - binnen: 17-02-2007 | "Ruby" in de Single Top 100 - binnen: 17-02-2007 | "Ruby" in de Single Top 100 - binnen: 17-02-2007 | "Ruby" in de Single Top 100 - binnen: 17-02-2007 | "Ruby" in de Single Top 100 - binnen: 17-02-2007 | "Ruby" in de Single Top 100 - binnen: 17-02-2007 | "Ruby" in de Single Top 100 - binnen: 17-02-2007 | "Ruby" in de Single Top 100 - binnen: 17-02-2007 | "Ruby" in de Single Top 100 - binnen: 17-02-2007 | "Ruby" in de Single Top 100 - binnen: 17-02-2007 | "Ruby" in de Single Top 100 - binnen: 17-02-2007 | "Ruby" in de Single Top 100 - binnen: 17-02-2007 | "Ruby" in de Single Top 100 - binnen: 17-02-2007 | "Ruby" in de Single Top 100 - binnen: 17-02-2007 | "Ruby" in de Single Top 100 - binnen: 17-02-2007 | "Ruby" in de Single Top 100 - binnen: 17-02-2007 | "Ruby" in de Single Top 100 - binnen: 17-02-2007 | "Ruby" in de Single Top 100 - binnen: 17-02-2007 | "Ruby" in de Single Top 100 - binnen: 17-02-2007 | "Ruby" in de Single Top 100 - binnen: 17-02-2007 | "Ruby" in de Single Top 100 - binnen: 17-02-2007 |
| Week:                                            | 1                                                | 2                                                | 3                                                | 4                                                | 5                                                | 6                                                | 7                                                | 8                                                | 9                                                | 10                                               | 11                                               | 12                                               | 13                                               | 14                                               | 15                                               | 16                                               | 17                                               | 18                                               | 19                                               | 20                                               |                                                  |
| ------------------------------------------------ | ------------------------------------------------ | ------------------------------------------------ | ------------------------------------------------ | ------------------------------------------------ | ------------------------------------------------ | ------------------------------------------------ | ------------------------------------------------ | ------------------------------------------------ | ------------------------------------------------ | ------------------------------------------------ | ------------------------------------------------ | ------------------------------------------------ | ------------------------------------------------ | ------------------------------------------------ | ------------------------------------------------ | ------------------------------------------------ | ------------------------------------------------ | ------------------------------------------------ | ------------------------------------------------ | ------------------------------------------------ | ------------------------------------------------ |
| Positie:                                         | 22                                               | 7                                                | 14                                               | 13                                               | 10                                               | 16                                               | 13                                               | 21                                               | 21                                               | 23                                               | 23                                               | 34                                               | 25                                               | 39                                               | 41                                               | 51                                               | 46                                               | 67                                               | 68                                               | 80                                               | uit                                              |

### Mega Top 50
Megahit 3FM week 5 2007.
Hitnotering: week 5 2007 t/m week 20 2007. Hoogste notering: #9 (1 week).

### Vlaamse Ultratop 50
| "Ruby" in de Vlaamse Ultratop 50 - binnen: 24-02-2007 | "Ruby" in de Vlaamse Ultratop 50 - binnen: 24-02-2007 | "Ruby" in de Vlaamse Ultratop 50 - binnen: 24-02-2007 | "Ruby" in de Vlaamse Ultratop 50 - binnen: 24-02-2007 | "Ruby" in de Vlaamse Ultratop 50 - binnen: 24-02-2007 | "Ruby" in de Vlaamse Ultratop 50 - binnen: 24-02-2007 | "Ruby" in de Vlaamse Ultratop 50 - binnen: 24-02-2007 | "Ruby" in de Vlaamse Ultratop 50 - binnen: 24-02-2007 | "Ruby" in de Vlaamse Ultratop 50 - binnen: 24-02-2007 | "Ruby" in de Vlaamse Ultratop 50 - binnen: 24-02-2007 | "Ruby" in de Vlaamse Ultratop 50 - binnen: 24-02-2007 | "Ruby" in de Vlaamse Ultratop 50 - binnen: 24-02-2007 | "Ruby" in de Vlaamse Ultratop 50 - binnen: 24-02-2007 | "Ruby" in de Vlaamse Ultratop 50 - binnen: 24-02-2007 | "Ruby" in de Vlaamse Ultratop 50 - binnen: 24-02-2007 | "Ruby" in de Vlaamse Ultratop 50 - binnen: 24-02-2007 | "Ruby" in de Vlaamse Ultratop 50 - binnen: 24-02-2007 | "Ruby" in de Vlaamse Ultratop 50 - binnen: 24-02-2007 | "Ruby" in de Vlaamse Ultratop 50 - binnen: 24-02-2007 | "Ruby" in de Vlaamse Ultratop 50 - binnen: 24-02-2007 | "Ruby" in de Vlaamse Ultratop 50 - binnen: 24-02-2007 | "Ruby" in de Vlaamse Ultratop 50 - binnen: 24-02-2007 | "Ruby" in de Vlaamse Ultratop 50 - binnen: 24-02-2007 | "Ruby" in de Vlaamse Ultratop 50 - binnen: 24-02-2007 | "Ruby" in de Vlaamse Ultratop 50 - binnen: 24-02-2007 | "Ruby" in de Vlaamse Ultratop 50 - binnen: 24-02-2007 | "Ruby" in de Vlaamse Ultratop 50 - binnen: 24-02-2007 | "Ruby" in de Vlaamse Ultratop 50 - binnen: 24-02-2007 | "Ruby" in de Vlaamse Ultratop 50 - binnen: 24-02-2007 | "Ruby" in de Vlaamse Ultratop 50 - binnen: 24-02-2007 | "Ruby" in de Vlaamse Ultratop 50 - binnen: 24-02-2007 | "Ruby" in de Vlaamse Ultratop 50 - binnen: 24-02-2007 |
| Week:                                                 | 1                                                     | 2                                                     | 3                                                     | 4                                                     | 5                                                     | 6                                                     | 7                                                     | 8                                                     | 9                                                     | 10                                                    | 11                                                    | 12                                                    | 13                                                    | 14                                                    | 15                                                    | 16                                                    | 17                                                    | 18                                                    | 19                                                    | 20                                                    | 21                                                    | 22                                                    | 23                                                    | 24                                                    | 25                                                    | 26                                                    | 27                                                    | 28                                                    | 29                                                    | 30                                                    |                                                       |
| ----------------------------------------------------- | ----------------------------------------------------- | ----------------------------------------------------- | ----------------------------------------------------- | ----------------------------------------------------- | ----------------------------------------------------- | ----------------------------------------------------- | ----------------------------------------------------- | ----------------------------------------------------- | ----------------------------------------------------- | ----------------------------------------------------- | ----------------------------------------------------- | ----------------------------------------------------- | ----------------------------------------------------- | ----------------------------------------------------- | ----------------------------------------------------- | ----------------------------------------------------- | ----------------------------------------------------- | ----------------------------------------------------- | ----------------------------------------------------- | ----------------------------------------------------- | ----------------------------------------------------- | ----------------------------------------------------- | ----------------------------------------------------- | ----------------------------------------------------- | ----------------------------------------------------- | ----------------------------------------------------- | ----------------------------------------------------- | ----------------------------------------------------- | ----------------------------------------------------- | ----------------------------------------------------- | ----------------------------------------------------- |
| Positie:                                              | 24                                                    | 8                                                     | 8                                                     | 8                                                     | 6                                                     | 6                                                     | 6                                                     | 6                                                     | 5                                                     | 5                                                     | 7                                                     | 9                                                     | 9                                                     | 10                                                    | 13                                                    | 15                                                    | 15                                                    | 19                                                    | 23                                                    | 27                                                    | 29                                                    | 23                                                    | 21                                                    | 31                                                    | 35                                                    | 30                                                    | 34                                                    | 35                                                    | 37                                                    | 49                                                    | uit                                                   |

### NPO Radio 2 Top 2000
| Nummer met noteringen in de NPO Radio 2 Top 2000 | '09  | '10  | '11  | '12  | '13  | '14  | '15  | '16  | '17  | '18  | '19  |
| ------------------------------------------------ | ---- | ---- | ---- | ---- | ---- | ---- | ---- | ---- | ---- | ---- | ---- |
| Ruby                                             | 1039 | 1275 | 1208 | 1284 | 1198 | 1320 | 1322 | 1281 | 1449 | 1967 | 1924 |

1. ↑  Een vetgedrukt getal geeft de hoogste notering aan.
2. ↑  2009 was het eerste jaar met een notering voor dit nummer.
3. ↑  Deze tabel is bijgewerkt tot en met de laatste editie (2024).